# Ремуна
Рему́на (орія ରେମୁଣା) — місто в індійському штаті Орісса.

## Пам'ятки
У місті розташований відомий вайшнавський храм Крішни — Кхірачора Гопінатха.